# Triacanthagyna trifida
Triacanthagyna trifida е вид водно конче от семейство Aeshnidae. Видът не е застрашен от изчезване.

## Разпространение и местообитание
Разпространен е в Ангуила, Антигуа и Барбуда, Бахамски острови, Гваделупа, Доминика, Доминиканска република, Куба, Мартиника, Пуерто Рико, САЩ (Джорджия, Северна Каролина и Флорида), Сейнт Винсент и Гренадини, Сейнт Китс и Невис, Сейнт Лусия, Хаити и Ямайка.
Обитава гористи местности, езера, блата, мочурища и тресавища.

## Описание
Популацията на вида е стабилна.